# Geir Haarde
Geir Hilmar Haarde (wym. [ˈceɪ:r̯ ˈhɪlmar̯ ˈhɔrtɛ/]; ur. 8 kwietnia 1951 w Reykjavíku) – islandzki polityk, długoletni parlamentarzysta, minister w różnych resortach, w latach 2005–2009 przewodniczący Partii Niepodległości, od 2006 do 2009 premier Islandii.

## Życiorys
Urodził się jako syn Norwega Tomasa Haardego (1901–1962) i jego żony Islandki Anny Steindórsdóttir (1914–2006). W odróżnieniu od większości Islandczyków nie posługuje się nazwiskiem tworzonym od imienia ojca. Studiował w USA, gdzie w 1973 ukończył ekonomię na Brandeis University w Waltham. Uzyskał następnie magisterium ze stosunków międzynarodowych na Uniwersytecie Johnsa Hopkinsa (1975) i z ekonomii na University of Minnesota (1977). Pracował jako ekonomista w departamencie międzynarodowym islandzkiego banku centralnego (1977–1983) i doradca polityczny ministra finansów (1983–1997).
Zaangażował się w działalność polityczną w ramach Partii Niepodległości. W 1987 został po raz pierwszy wybrany do Althingu, w parlamencie zasiadał nieprzerwanie do 2009. W 1995 przewodniczył Radzie Nordyckiej. W latach 1998–2005 w rządach Davíða Oddssona i Halldóra Ásgrímssona pełnił funkcję ministra finansów, następnie w gabinecie drugiego z nich objął stanowisko ministra spraw zagranicznych. Od 1999 był wiceprzewodniczącym swojego ugrupowania, w 2005 zastąpił Davíða Oddssona na funkcji przewodniczącego Partii Niepodległości.
W czerwcu 2006 został desygnowany na stanowisko premiera, kiedy rezygnację złożył Halldór Ásgrímsson. Urząd ten objął 15 czerwca 2006. Kryzys finansowy, który w 2008 spowodował załamanie gospodarki Islandii, był również przyczyną fali protestów przeciwko jego rządowi. 23 stycznia 2009 premier zapowiedział przedterminowe wybory i swoją rezygnację, motywując to chorobą nowotworową. Nie zmieniło to nastrojów w kraju – następnie dnia w kolejnej demonstracji w Reykjavíku uczestniczyło około 6000 osób. 26 stycznia Geir Haarde podał swój rząd do natychmiastowej dymisji. 1 lutego na czele rządu stanęła Jóhanna Sigurðardóttir, a 29 marca na stanowisku przewodniczącego partii zastąpił go Bjarni Benediktsson. Od 2009, po wycofaniu się z bieżącej polityki, zajmował się działalnością konsultingową.
We wrześniu 2010 parlament nieznaczną większością głosów przegłosował postawienie byłego premiera przez specjalnym trybunałem Landsdómur w związku z oskarżeniami o doprowadzenie do załamania się systemu finansowego Islandii. W kwietniu 2012 został uznany za winnego jednego z czterech zarzutów (niezwoływania antykryzysowych posiedzeń rządu), oddalenie poważniejszych zarzutów skutkowało także odstąpieniem od wymierzenia kary.
W 2015 objął stanowisko ambasadora Islandii w Stanach Zjednoczonych, pełnił tę funkcję do 2019.

## Odznaczenia
- Krzyż Wielki Orderu Sokoła Islandzkiego (Islandia, 2006)[9]